# El Árbol de Chicomecóatl

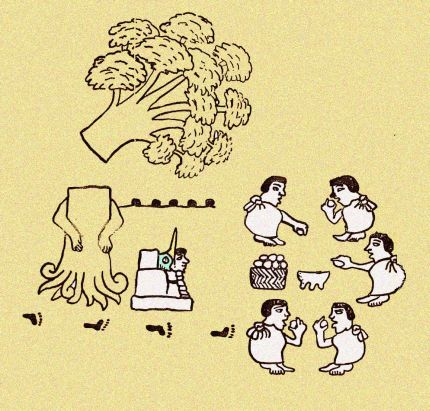
El Árbol de Chicomecóatl

El árbol de Chicomecoatl es conocido por los mexicas como el árbol del fruto infinito. Es un árbol localizado en los altos de Chihuahua, México donde se le va a rezar a la diosa Chicomecóatl, diosa del fruto, de los cereales, del maíz, de la fertilidad y de la agricultura, para que prospere la cosecha de la temporada. En una época de escasez de comida un grupo de aztecas observaban un árbol repleto de frutas que todavía no maduraban. Era el único árbol que podían ver que contenía fruta alguna. Por tres días y tres noches rodearon el árbol rezándole a Chicomecóatl. La tercera noche el árbol movió todas sus ramas simultáneamente, brindándoles a los aztecas todas sus frutas.
En épocas de escasez rodea el mismo árbol que se cree que dio el fruto en aquel tiempo y se le reza a Chicomecóatl por tres días y tres noches para que las cosechas prosperen en poco tiempo.